# Ileon

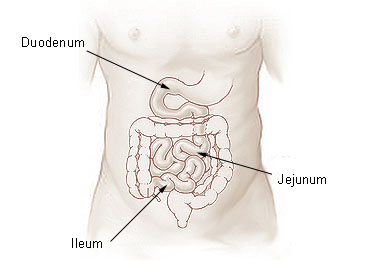
părțile intestinului subțire

Ileonul este ultimul fragment al intestinului subțire. Are o lungime de 4 m.

## Funcții
- Absorbția nutrienților rezultați în urma digestiei, neabsorbiti anterior. În partea respectivă a intestinului subțire este absorbită:
  - vitamina B12 (care are rolul de a menține sănătatea sângelui și mai este folosită și la sinteza de ADN).
  - calciul (acesta va fi redistribuit la oase, unghii, păr etc).
  - zincul (va fi folosit la producția de spermatozoizi).